# 이고르 클레베르 가르시아 시우바
이고르 클레베르 가르시아 시우바(포르투갈어: Hygor Cleber Garcia Silva, 1992년 8월 13일 ~ )는 이고르로 불리고 브라질의 축구 선수로서 포지션은 공격수이며 현재 데스포르치바 페로비아리아 소속이다.

## 선수 생활

### 클럽 경력
바헤투스에서 49경기 34득점 16도움을 기록, 다음 시즌인 과리바에서 2014시즌 17경기 11골 6도움으로 득점 3위에 오른데 이어, 2015 시즌엔 노로에스치 소속으로 23골로 주 리그 득점왕을 차지하였다. 2016년 수원 삼성 블루윙즈로 임대 이적하였다. 인터뷰에서 올시즌 득점왕을 노리고 15골이상 넣겠다라는 당찬 포부를 밝힌 바 있다.
그러나, 잦은 부상으로 2경기 출전에 그쳐 기대 이하의 활약을 펼쳤고, 2016년 7월 12일에 수원과 임대계약을 해지하여 원 소속팀으로 복귀하였다.

## 기록

### 클럽
- 2016년 2월 6일 기준

| 클럽                        | 시즌 | 리그 | 리그 | 국내 컵 | 국내 컵 | 리그 컵 | 리그 컵 | 대륙 대회 | 대륙 대회 | 합계 | 합계 |
| 클럽                        | 시즌 | 출장 | 득점 | 출장    | 득점    | 출장    | 득점    | 출장      | 득점      | 출장 | 득점 |
| --------------------------- | ---- | ---- | ---- | ------- | ------- | ------- | ------- | --------- | --------- | ---- | ---- |
| Barretos                    | 2013 | 49   | 34   | 0       | 0       | -       | -       | 0         | 0         | 49   | 34   |
| Guariva                     | 2014 | 17   | 11   | 0       | 0       | -       | -       | 0         | 0         | 17   | 11   |
| → Noroeste-SP (임대)        | 2015 | 24   | 23   | 0       | 0       | -       | -       | 0         | 0         | 24   | 23   |
| → 수원 삼성 블루윙즈 (임대) | 2016 | 2    | 1    | 0       | 0       | -       | -       | 0         | 0         | 2    | 1    |
| 통산                        | 통산 | 92   | 69   | 0       | 0       | 0       | 0       | 0         | 0         | 92   | 69   |